# Jean-Baptiste Lesueur (architecte)
Pour les articles homonymes, voir Lesueur et Jean-Baptiste Lesueur.
Cicéron Jean-Baptiste Lesueur est un architecte français né à Clairefontaine-en-Yvelines près de Rambouillet le 5 octobre 1794, mort le 25 décembre 1883.

## Biographie
Il est admis en 1811 à l'école des beaux-arts où il suit les cours de Charles Percier puis d'Auguste Famin.
En 1816 il remporte le Second prix d'architecture pour un vestibule d'opéra et 1819 le Premier grand prix de Rome avec comme sujet de concours : un cimetière ou champs de repos.
Pendant son séjour à Rome, il fait en 1822 un envoi consacré à la basilique ulpienne.
Il est de retour à Paris en 1826. Il construit, entre 1828 et 1830, l'église paroissiale Notre-Dame de Vincennes.
Le 22 juillet 1833, le comte de Rambuteau succède au comte de Bondy comme préfet de la Seine. Étienne-Hippolyte Godde avait déjà présenté un plan d'agrandissement de l'Hôtel de ville de Paris au préfet Nicolas Frochot mais le coût des guerres de l'Empire et de l'occupation ne permettait pas ces travaux. Le préfet Rambuteau choisit deux architectes après sa nomination, vers 1834, Godde et Lesueur. Ils se mettent à étudier les nouveaux plans pour l'agrandissement de l'hôtel de ville de Paris. Ce projet a permis d'encadrer totalement l'ancien hôtel de ville dans le nouveau. Le ministre de l'Intérieur approuve les plans le 26 avril 1836. Les travaux ont commencé par la démolition des anciens bâtiments. La construction commence le 20 août 1837. Le préfet peut s'installer en 1842 dans la partie de l'hôtel de ville qui lui sert de résidence. La construction dure jusqu'à la révolution de 1848 qui l'arrête. La construction reprend après la proclamation de la Deuxième République, les journées de Juin, et l'élection de Louis-Napoléon Bonaparte comme président de la République. Jean-Jacques Berger est alors nommé préfet de la Seine. Elle est presque achevée avant la visite à l'hôtel de ville de Paris de la reine Victoria, le 23 août 1855. Les dernières peintures sont faites entre 1854 et 1866. Tout le bâtiment est incendié à la fin de la Commune, le 24 mai 1871. En 1873, à la suite d'un concours, la reconstruction de l'hôtel de ville a été confiée à Théodore Ballu et Édouard Deperthes. Le programme du concours demandait de réutiliser chaque fois que c'était possible des parties de l'ancien édifice. Les deux lauréats ont prévu dans leur réponse de n'en conserver aucune en insistant de leur peu de solidité.
En 1842, la ville de Saint-Germain-en-Laye achète l'hôtel de la Rochefoucault construit dans la seconde moitié du XVIIe siècle pour en faire l'hôtel de ville. Un projet de réaménagement est dessiné par les architectes Jean-Baptiste Lesueur et Adam.
En 1846, le manuscrit de Jean-Baptiste Lesueur, Chronologie des rois d'Égypte, est primé par l'Académie des inscriptions et belles-lettres puis imprimé aux frais du Gouvernement.
Le 11 juillet 1848, Jean-Baptiste Lesueur est reçu à l'Académie des Beaux-Arts après la mort d'Antoine Vaudoyer.
En 1852, après la mort d'Abel Blouet, il devient professeur de théorie à l'école des beaux-arts et membre du jury d'architecture.
Il devient architecte commissaire voyer de la Ville de Paris pour le 6e arrondissement.
À la demande de François Bartholoni (1796-1881), premier président de la Compagnie ferroviaire Lyon-Genève, Lesueur fait les plans du nouveau Conservatoire de musique de Genève. La première pierre est posée le 14 juillet 1856. Le bâtiment est terminé en 1858.
Il est inhumé au cimetière du Père-Lachaise (60e division).

## Dessins d'architecture
- Peintures des portiques du Macellum à Pompéi, graphite et aquarelle, H. 27 ; L. 44.4 cm[2]. Paris, Beaux-Arts[3]. Dans cette feuille datée de 1822, Lesueur relève le décor peint des portiques d'un bâtiment que les archéologues effectuant des fouilles sur place au même moment n'avaient pas encore identifié avec précision. L'artiste avait donc intitulé son dessin Peintures des portiques du Panthéon, mais ce monument est identifié plus tard comme un macellum.